# Queen Anne's Bounty
El Queen Anne's Bounty fue un fondo establecido en 1704 para lograr el aumento de los ingresos del clero más pobre. En 1890 la cantidad total distribuida fue de £176.896. El dinero procedía de un impuesto (annates) sobre la Iglesia antes de la Reforma; y después de esta consignado por la propia Corona (de aquí el nombre). El Queen Anne's Bounty fue fusionado con el Ecclesiastical Commissioners el 2 de abril de 1947 por la Church Commissioners Measure de 1947, para formar el Church Commissioners.